# Kenji Hirata
Kenji Hirata(平田 健二, Hirata Kenji?, 4 de enero de 1944 en Ōita, Japón) es un político japonés afiliado al Partido Democrático de Japón y miembro de la Cámara de Consejeros. Indígena originario de Ōita, Ōita,  fue elegido en 1995 como miembro del Partido de la Nueva Frontera. 
En noviembre del 2011 fue elegido como el presidente de la Cámara de Consejeros.